# フォワードパス (競走馬)
フォワードパス（Forward Pass, 1965年3月28日 - 1980年12月1日）はアメリカ合衆国の競走馬・種牡馬。1968年のケンタッキーダービーにおいて2位入線するが、1位入線馬の降着により繰り上がりで優勝馬となった。

## 経歴
- 特記がない限り、競走はすべてダートコース。また、当時はグレード制未導入。

カルメットファームが生産したサラブレッドの牡馬で、同じくカルメットファームの所有のもと競走馬となった。調教師はヘンリー・フォレスト。体高16.2ハンド（約167.64センチメートル）と大柄な体つきであったが、膝と脚首に不安を抱えていたという。
フォワードパスは2歳時にデビュー、同年は10戦をこなし、サラトガ競馬場のフラッシュステークスでステークス競走勝ちを収めた。
3歳時（1968年）、フォワードパスはアメリカクラシック三冠路線の主要ステップ競走に出走していった。まずフロリダ州ハイアリアパーク競馬場のハイビスカスステークス（1月20日・7ハロン）を5馬身差で勝利すると、続くエヴァーグレーズステークス（2月21日・9ハロン）では単勝オッズ18倍の人気薄ながらもアタマ差で優勝、フロリダダービー（3月30日・10ハロン）においては2着馬アイアンルーラーに2馬身3/4差をつけて優勝した。さらにダービー直前のブルーグラスステークス（4月25日・キーンランド・9ハロン）では2着に5馬身差、1分47秒80というトラックレコードに近いタイムで優勝した。
ケンタッキーダービー（5月4日・チャーチルダウンズ・10ハロン）においても単勝オッズ3.2倍の1番人気に支持された。ダービーではスタートが切られるとケンタッキーシャーリーという馬が先頭に立ち、14頭立ての13番枠から発走したフォワードパスはその後ろ3番手につけてレースを進めていった。フォワードパスは前を行くケンタッキーシャーリーが最終コーナーで捉えて一瞬先頭に立つが、そこで後方から順位を上げてきた上げてきたダンサーズイメージに抜き去られ、最終的に1馬身半の差をつけられて2着に終わった。しかし、競走後の尿検査においてダンサーズイメージの尿から禁止薬物であったフェニルブタゾンが検出され、このためダンサーズイメージは最後尾に降着となり、フォワードパスが繰り上がりで優勝馬となった。
続くプリークネスステークス（5月18日・ピムリコ・9.5ハロン）でもフォワードパスはダンサーズイメージと対戦した。スタートが切られると飛び出したのはマーティンズジグとノーダブルの人気薄2頭で、フォワードパスはそれらの後ろにつけて4番手、一方のダンサーズイメージは後方に控える競馬で道中を進めていった。鞍上のイスマエル・ヴァレンズエラは残り2ハロンの地点で合図を送ると、フォワードパスは力強く伸び、2着馬アウトオブザウェイに6馬身の差をつけて二冠を達成した。
6月1日に迎えたベルモントステークス（ベルモントパーク・12ハロン）は第100回目の節目の年で、また1948年のサイテーション以来20年ぶりの三冠馬出現の機会とあって、当日は54,654人の観衆が詰めかけていた。しかしフォワードパスはステージドアジョニーに1馬身1/4差をつけられて2着に敗れた。
その後はアメリカンダービーで2着ノーダブルを4馬身半差で破って優勝、次いでトラヴァーズステークスで2着に入り、その後引退した。後日、フォワードパスは『ターフ・アンド・スポーツダイジェスト』誌の選考において、1968年の最優秀3歳牡馬として選出された。

## 種牡馬入り後
ジョッキークラブの調べでは、アメリカ国内でのフォワードパス産駒は180頭、うち96頭が勝ち上がり、6頭がステークス勝ちを収めている。その後フォワードパスは1978年に日本の西山牧場に購入されたが、それから2年後の1980年に疝痛がもとで死亡した。
日本での産駒からは、北海道3歳ステークス（現札幌2歳ステークス）勝ち馬のマックスファイアーが出ている。

## 血統表
| フォワードパスの血統        | フォワードパスの血統           | フォワードパスの血統         | （血統表の出典）             | （血統表の出典） |
| 父系                        | ナスルーラ系                   | ナスルーラ系                 | ナスルーラ系                 | [ § 2 ]          |
| 父 On-and-On 鹿毛 1956      | 父の父Nasrullah 鹿毛 1940      | Nearco                       | Pharos                       | Pharos           |
| 父 On-and-On 鹿毛 1956      | 父の父Nasrullah 鹿毛 1940      | Nearco                       | Nogara                       |                  |
| 父 On-and-On 鹿毛 1956      | 父の父Nasrullah 鹿毛 1940      | Mumtaz Begum                 | Blenheim                     | Blenheim         |
| 父 On-and-On 鹿毛 1956      | 父の父Nasrullah 鹿毛 1940      | Mumtaz Begum                 | Mumtaz Mahal                 |                  |
| 父 On-and-On 鹿毛 1956      | 父の母Two Lea 鹿毛 1946        | Bull Lea                     | Bull Dog                     | Bull Dog         |
| 父 On-and-On 鹿毛 1956      | 父の母Two Lea 鹿毛 1946        | Bull Lea                     | Rose Leaves                  |                  |
| 父 On-and-On 鹿毛 1956      | 父の母Two Lea 鹿毛 1946        | Two Bob                      | The Porter                   | The Porter       |
| 父 On-and-On 鹿毛 1956      | 父の母Two Lea 鹿毛 1946        | Two Bob                      | Blessings                    |                  |
| 母 Princess Turia 栗毛 1953 | 母の父Heliopolis 鹿毛 1936     | Hyperion                     | Gainsborough                 | Gainsborough     |
| 母 Princess Turia 栗毛 1953 | 母の父Heliopolis 鹿毛 1936     | Hyperion                     | Selene                       |                  |
| 母 Princess Turia 栗毛 1953 | 母の父Heliopolis 鹿毛 1936     | Drift                        | Swynford                     | Swynford         |
| 母 Princess Turia 栗毛 1953 | 母の父Heliopolis 鹿毛 1936     | Drift                        | Santa Cruz                   |                  |
| 母 Princess Turia 栗毛 1953 | 母の母Blue Delight 黒鹿毛 1938 | Blue Larkspur                | Black Servant                | Black Servant    |
| 母 Princess Turia 栗毛 1953 | 母の母Blue Delight 黒鹿毛 1938 | Blue Larkspur                | Blossom Time                 |                  |
| 母 Princess Turia 栗毛 1953 | 母の母Blue Delight 黒鹿毛 1938 | Chicleight                   | Chicle                       | Chicle           |
| 母 Princess Turia 栗毛 1953 | 母の母Blue Delight 黒鹿毛 1938 | Chicleight                   | Ruddy Light                  |                  |
| 母系(F-No.)                 | ブルーディライト牝系(FN:9-c)   | ブルーディライト牝系(FN:9-c) | ブルーディライト牝系(FN:9-c) | [ § 3 ]          |
| 5代内の近親交配             | Chicle 4x5                     | Chicle 4x5                   | Chicle 4x5                   | [ § 4 ]          |
| 出典                        | 1. 2. 3. 4.                    | 1. 2. 3. 4.                  | 1. 2. 3. 4.                  | 1. 2. 3. 4.      |

父オンアンドオンはケンタッキーダービー優勝馬ティムタムの半弟で、アリダーの母父としても知られる。母プリンセスタリアは、1956年のケンタッキーオークス優勝馬であった。プリンセスタリアの他の産駒には、グレード競走勝ち馬のターントゥタリアがおり、またフォワードパスの全兄弟であるエバーオン・ダイナモード・プリンスタリアンの3頭がそれぞれ種牡馬となっている。